# Осциллографическая электронно-лучевая трубка
Осциллографи́ческая электро́нно-лучева́я тру́бка — электронно-лучевая трубка (ЭЛТ), предназначенная для отображения на люминесцентном экране электрических сигналов. Изображение на экране служит не только для визуальной оценки формы сигнала, но и для измерения его параметров, а в некоторых случаях — для фиксации его на фотоплёнку.

## Физические принципы работы и особенности конструкции
Осциллографическая ЭЛТ представляет собой вакуумированную стеклянную колбу, внутри которой находятся электронная пушка, отклоняющая система и люминесцентный экран. Электронная пушка предназначена для формирования узкого пучка электронов и его фокусировки на экран. Электроны испускаются катодом косвенного накала с подогревателем за счет явления термоэлектронной эмиссии. Интенсивность электронного пучка и, следовательно, яркость пятна на экране регулируется отрицательным относительно катода напряжением на управляющем электроде — модуляторе, выполненном в виде цилиндра Венельта. Первый анод служит для предварительного ускорения электронного пучка, второй и третий аноды — для последующего ускорения электронов и фокусировки. Управляющий электрод и система анодов образуют фокусирующую систему, эту систему формирования ускоренного электронного пучка обычно называют электронной пушкой. Последний из анодов электрически соединяется с проводящим слоем, нанесённым на внутреннюю коническую часть стеклянного баллона ЭЛТ — аквадагом. Аквадаг предназначен для сбора вторичных электронов, выбиваемых из экрана и электростатической экранировки электронно пучка от внешних электростатических полей.
Отклоняющая система состоит из двух пар ориентированных взаимно перпендикулярно пластин, расположенных горизонтально и вертикально относительно электронного пучка. К горизонтально ориентированным пластинам, которые называются пластинами вертикального отклонения, прикладывается исследуемое напряжение, для повышения чувствительности отклонения эта пара пластин располагается ближе к электронной пушке. К вертикальным пластинам, которые называются пластинами горизонтального отклонения, в обычном применении для отображения процессов в зависимости от времени прикладывается пилообразное напряжение от генератора развёртки. Под влиянием электрического поля между пластинами отклонения электронный пучок отклоняются от своей первоначальной траектории пропорционально приложенному напряжению. Светящееся пятно на экране ЭЛТ при этом смещается по двум взаимноперпендикулярным координатам и отображает форму исследуемого сигнала. Так как пилообразное напряжение на прямом ходе линейно изменяется со временем, светящееся пятно на экране также перемещается с постоянной скоростью по экрану, обычно для удобства наблюдения — слева направо. Такой режим отклонения называют временно́й развёрткой.
Если на вертикальные и горизонтальные отклоняющие пластины подать два различных синусоидальных сигнала, то на экране наблюдаются фигуры Лиссажу, используемые для сравнения частот.
Изменяя природу напряжений отклонения, на экране ЭЛТ можно наблюдать различные функциональные зависимости, например вольт-амперную характеристику двухполюсника, если подать на одну из пар пластин отклонения сигнал, пропорциональный приложенному к нему изменяющемуся напряжению, а на другую пару пластин отклонения — сигнал, пропорциональный протекающему через него току. Такой метод применяется в специальных приборах — характериографах.
В осциллографических ЭЛТ применяется электростатическое отклонение луча, потому что исследуемые сигналы могут иметь произвольную форму и широкий частотный спектр, и применение электромагнитного отклонения в осциллографических ЭЛТ невозможно из-за зависимости импеданса отклоняющих катушек от частоты, что ограничивает скорость отклонения.
В осциллографических ЭЛТ обычно применяется электростатическая фокусировка электронного пучка, но в специализированных осциллографических ЭЛТ иногда применяется магнитная фокусировка электронного луча, которая позволяет достичь лучшей фокусировки электронно пучка на экране. (Подробнее см. статью электронная пушка).

### ЭЛТ «низкочастотного» диапазона (до 100 МГц)
При наблюдении сигналов, с шириной частотного спектра менее 100 МГц, можно пренебречь временем пролёта электронов сквозь отклоняющую систему. Время пролёта электронов оценивается формулой:
{\displaystyle t\approx l{\sqrt {\frac {m}{2eU_{a}}}},}
где {\displaystyle e} и {\displaystyle m} — соответственно заряд и масса электрона;
{\displaystyle l} — длина пластин вдоль электронного пучка;
{\displaystyle U_{a}} — напряжение анода.
Отклонение луча {\displaystyle \Delta } в плоскости экрана пропорционально приложенному к пластинам напряжению {\displaystyle U_{OT}} (считая, что за время пролёта электронов в поле отклоняющих пластин напряжение на пластинах остаётся постоянным):
{\displaystyle \Delta ={\frac {U_{OT}lD}{2U_{a}d}},}
где {\displaystyle D} — расстояние от центра отклонения пластин до экрана;
{\displaystyle d} — расстояние между пластинами.
Для снижения паразитной индуктивности выводов отклоняющих пластин их электрические выводы часто выводятся не на цоколь трубки, а в непосредственной близости от пластин.
В ЭЛТ, используемых для наблюдения редко повторяющихся и однократных сигналов, применяются люминофоры с длительным временем послесвечения.

### ЭЛТ диапазона свыше 100 МГц
Для быстро меняющихся сигналов синусоидальной формы чувствительность к отклонению начинает уменьшаться, а при приближении периода синусоиды к времени пролёта чувствительность отклонения падает до нуля. В частности, при наблюдении импульсных сигналов, имеющих широкий спектр (частота высокочастотных спектральных составляющих равна или превышает величину, обратную времени пролёта), указанный эффект приводит к искажению наблюдаемой формы сигнала из-за разной чувствительности отклонения к разным спектральным составляющим. Увеличением анодного напряжения или уменьшением длины пластин можно сократить время пролёта и уменьшить эти искажения, но при этом падает чувствительность к отклонению. Поэтому для осциллографирования сигналов, частотный спектр которых превышает 100 МГц, отклоняющие системы делаются в виде линии бегущей волны, обычно спирального типа. Сигнал подаётся на начало по ходу электронного пучка спирали и виде электромагнитной волны движется вдоль отклоняющей системы с фазовой скоростью {\displaystyle v_{f}}:
{\displaystyle v_{f}={\frac {ch_{c}}{l_{c}}},}
где {\displaystyle c} — скорость света, {\displaystyle h_{c}} — шаг спирали, {\displaystyle l_{c}} — длина витка спирали. В результате можно исключить влияние времени пролёта, если выбрать скорость электронов равной фазовой скорости волны в направлении оси системы.
Для уменьшения потерь мощности сигнала выводы отклоняющей системы таких ЭЛТ делаются коаксиальными. Геометрия коаксиальных вводов подбирается так, чтобы их волновое сопротивление соответствовало волновому сопротивлению спиральной отклоняющей системы.

### Трубки с послеускорением
Для увеличения чувствительности к отклонению надо иметь малую скорость электронов в пучке, то есть невысокое анодное напряжение, однако это приводит к уменьшению яркости изображения из-за снижения энергии электронов и ухудшению фокусировки.
Поэтому в осциллографических ЭЛТ применяют систему послеускорения. Она представляет собой систему электродов, расположенную между отклоняющей системой и экраном, в виде токопроводящего покрытия, нанесённого на внутреннюю поверхность стеклянного баллона ЭЛТ. Система электродов (анодов) может состоять из одного (вариант a на рисунке) или нескольких анодов (вариант b на рисунке), повышающиеся напряжения на которых подаются от внешнего резистивного делителя напряжения. Часто применяются электроды послеускорения выполненные в виде винтовой высокоомной проводящей полоски, нанесённой на внутреннюю поверхность баллона вблизи экрана. При использовании спирального анода послеускорения отпадает необходимость во внешнем резистивном делителе (вариант c на рисунке).

### Трубки с усилителем яркости
В широкополосных ЭЛТ, работающих в диапазоне несколько гигагерц, для увеличения яркости без потери чувствительности, применяют усилители яркости. Усилитель яркости представляет собой микроканальную пластину, расположенную внутри ЭЛТ перед люминесцентным экраном. Пластина изготовлена из специального полупроводникового стекла с высоким коэффициентом вторичной эмиссии. Электроны пучка, попадая в каналы (диаметр которых много меньше их длины) выбивают из их стенок электроны, ускоряемые электрическим полем, создаваемым металлическим покрытием на торцах пластины, между которыми приложено высокое напряжение, и, попадая на стенки микроканала, выбивают вторичные электроны, которые ускоряясь, в свою очередь выбивают новые вторичные электроны, при этом происходит лавинное размножение потока электронов. Общий коэффициент усиления электронного тока микроканального усилителя может достигать 105…106. Однако, из-за накопления зарядов на стенках микроканалов, микроканальный усилитель эффективен только для импульсов наносекундного диапазона, однократных или следующих с малой частотой повторения.

### Шкала
Для измерения параметров сигнала, воспроизводимого на экране ЭЛТ, отсчёт должен производиться по шкале с делениями. При нанесении шкалы на наружную поверхность экрана ЭЛТ, точность измерений снижается из-за зрительного параллакса, вызванного тем, что сетка шкалы и изображение на люминофоре находятся в разных плоскостях. Поэтому в современных ЭЛТ шкала наносится непосредственно на внутреннюю поверхность экрана, то есть практически совмещена с изображением сигнала на люминофоре.

### Специализированные ЭЛТ для контактной фотографической регистрации
Для повышения качества контактного фотографирования сигнала, экран делается в виде стекловолоконного диска. Это решение позволяет переносить изображение с внутренней поверхности на внешнюю с сохранением его чёткости. Расплывание изображения при этом ограничивается диаметром стекловолоконных нитей, который обычно не превышает 20 мкм. В ЭЛТ, предназначенных для фоторегистрации, применяются люминофоры, спектр излучения которых согласован со спектральной чувствительностью фотоматериала.